# Pfarrkirche Neustift im Mühlkreis

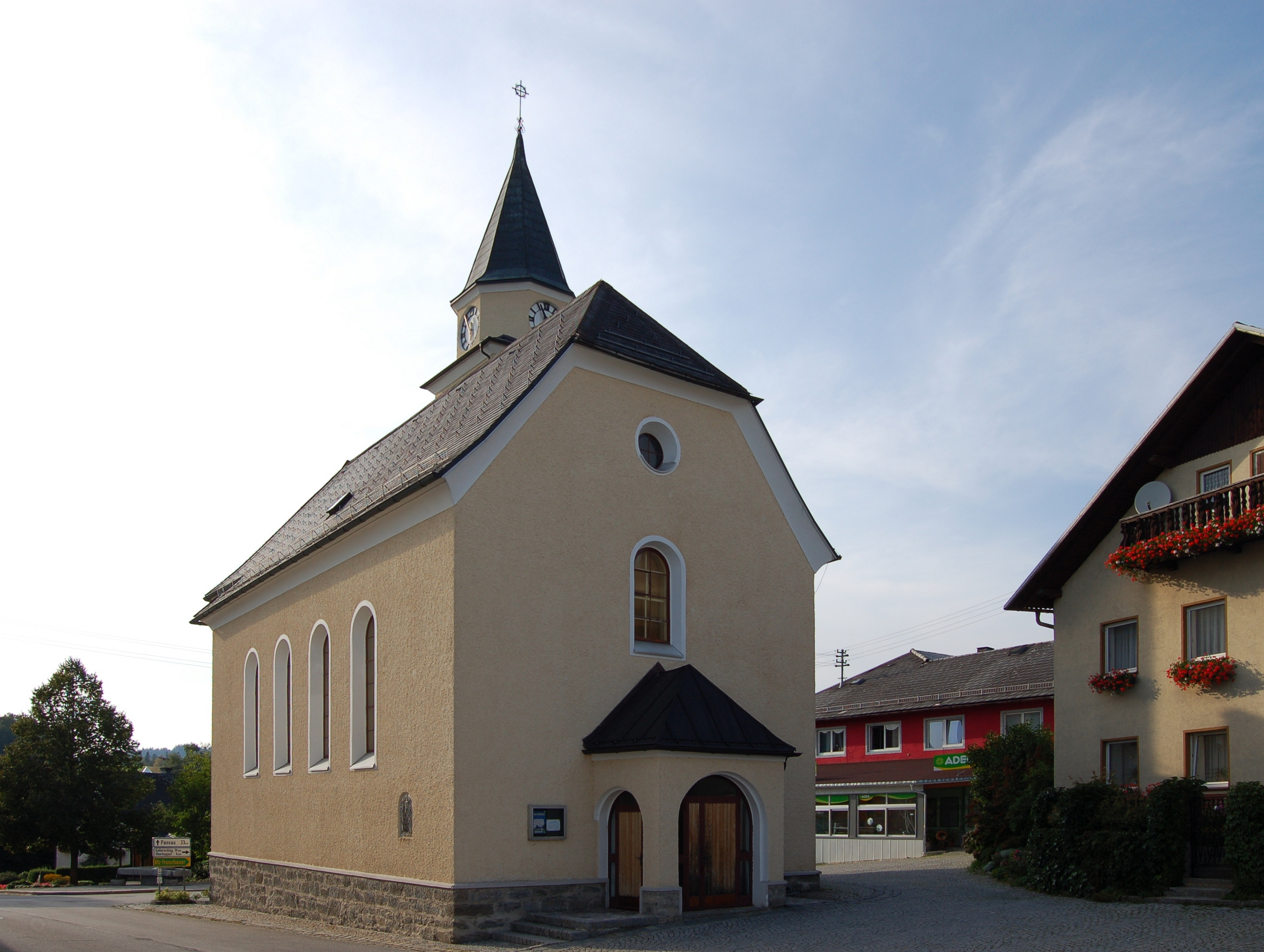
Pfarrkirche Neustift im Mühlkreis

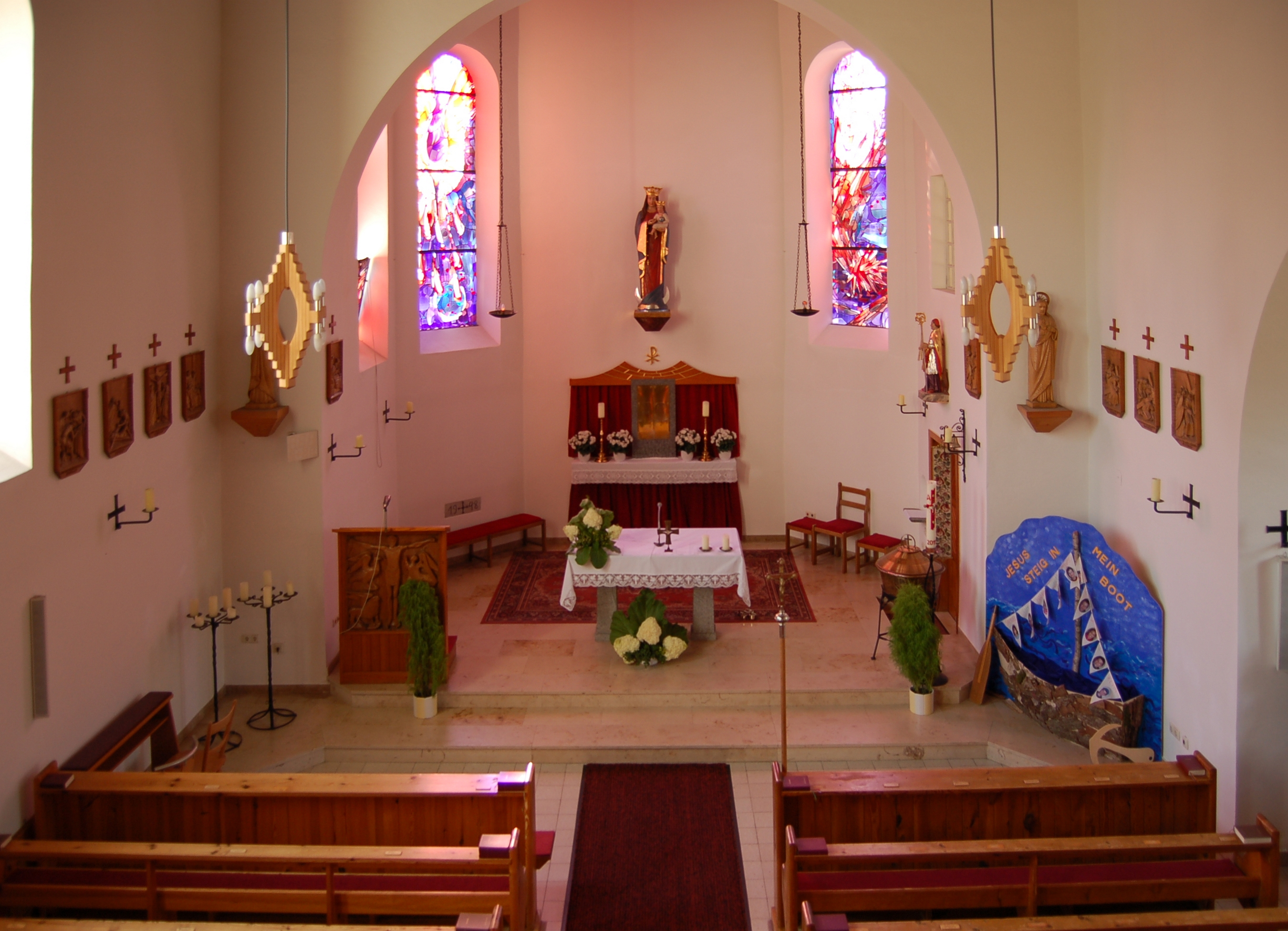
Innenraum

Die Pfarrkirche Neustift steht in der Gemeinde Neustift im Mühlkreis in Oberösterreich. Die römisch-katholische Pfarrkirche gehört zum Dekanat Sarleinsbach in der Diözese Linz und steht unter Denkmalschutz. Das Patrozinium ist Maria Rosenkranzkönigin und ihr Anbetungstag Mariä Empfängnis. 

## Geschichte
Die Kirche in Neustift wurde zwischen 1948 und 1950 nach Plänen des Architekten Hans Feichtlbauer an der Stelle einer 1869 errichteten Kapelle gebaut. Es handelt sich bei dem Neubau um einen schlichten, historisierenden Saalbau mit polygonalem Chor, Walmdach und markantem Turm. Die Fenster wurden von Kurt Andlinger gestaltet und in Schlierbach gefertigt. Der Altar stammt von Bildhauer Martin Plöckinger aus Kopfing im Innkreis und der Ambo von Josef Fischnaller.